# Aloina aloides
Aloina aloides là một loài Rêu trong họ Pottiaceae. Loài này được (Koch ex Schultz) Kindb. mô tả khoa học đầu tiên năm 1883.